# 101 Collins Street
Il 101 Collins Street  è un grattacielo situato a Collins Street, quartiere finanziario di Melbourne, Australia.
Alto 260 metri  e con 57 piani, fu completato nel marzo del 1991 su progetto dell'architetto Denton Corker Marshall.